# Malošište
Malošište (en serbe cyrillique : Малошиште) est une localité de Serbie située dans la municipalité de Doljevac, district de Nišava. Au recensement de 2011, elle comptait 2 836 habitants.
Malošište est officiellement classé parmi les villages de Serbie.

## Démographie

### Évolution historique de la population
| 1948  | 1953  | 1961  | 1971  | 1981  | 1991  | 2002  | 2011  |
| ----- | ----- | ----- | ----- | ----- | ----- | ----- | ----- |
| 2 542 | 2 680 | 2 818 | 3 071 | 3 085 | 3 025 | 2 933 | 2 836 |

|  |